# Месје 7
Месје 7 (М7) је расејано звездано јато у сазвежђу Шкорпија које се налази у Месјеовом каталогу објеката дубоког неба.
Деклинација објекта је - 34° 47' 36" а ректасцензија 17h 53m 50,0s. Привидна величина (магнитуда) објекта М7 износи 3,3 а фотографска магнитуда 3,5. М7 је још познат и под ознакама NGC 6475, OCL 1028, ESO 394-SC9, Ptolemy's cluster.